# Polygala septentrionalis
Polygala septentrionalis är en jungfrulinsväxtart som beskrevs av Georges M.D.J. Troupin. Polygala septentrionalis ingår i släktet jungfrulinssläktet, och familjen jungfrulinsväxter. Inga underarter finns listade i Catalogue of Life.